# Гундомад
Гундомад също Гундомар (на латински: Gundomadus; на немски: Gundomad, Gundomar, * пр. 354, † 357) е алемански крал вероятно в дяснорейнската територия при Брайзгау. Той е брат на Вадомар.
Римският историк Амиан Марцелин пише, че през 354 г. Гундомад заедно с брат му Вадомар сключват мирен довор след загубена битка при Аугст против римския император Констанций II.
През 357 г. Гундомад е убит от придружителите му, понеже не са съгласни с неговата мирна политика към римляните.